# Війна за галицько-волинську спадщину
Війна за спадщину Королівства Русі, також відома як війна за галицько-волинську спадщину та Довга війна — збройний конфлікт за спадщину Королівства Руського який тривав з 1340 до 1392 року.
Розпочалась після смерті Короля Русі Юрія ІІ Болеслава у 1340 році. Закінчилася 1385 року підписанням Кревської унії, яка об'єднала литовську та польську держави під владою єдиного монарха, Владислава ІІ Ягайла. Остаточно питання спірних територій вирішилося лише в 1392 році, коли підписали Острівську угоду, а волинський князь Федір Любартович утратив свій уділ.

## Причини і передумови війни

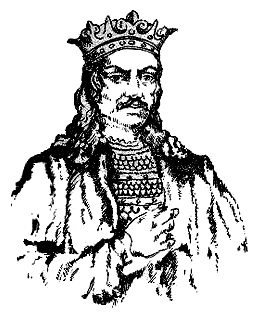
Юрій II Болеслав

Війна за спадщину Королівства Русі є типовим середньовічним династичним конфліктом. Конфлікти у династії трапляються, коли є кілька чи багато родинних претендентів на трон. Щоби зрозуміти причини Війни за спадщину Королівства Русі, слід розуміти родинну ситуацію Королів Русі.
25 грудня 1253 року Папа Римський (а точніше його легат) коронує Данила титулом «Король Русі».
Король Лев і королева Констанція[джерело?] мали трьох дітей. Святослава була бездітньою монахинею, тому важливими для цієї історії є їхні діти - король Русі Юрій І та його сестра Анастасія Львівна. Король Русі Юрій І був одружений зі сестрою Владислава Локетка, Євфимією. Вони мали чотирьох дітей: Андрій Юрійович, Лев ІІ, Марія Юріївна та Анастасія Юріївна. Анастасія Львівна також мала багато дітей, з яких на руську спадщину претендували Владислав та Болеслав.
Після смерті короля Русі Юрія І правили його сини Андрій і Лев ІІ, але оскільки вони загинули, одразу почалася боротьба за трон Русі. Проте проблема престолонаслідування була швидко вирішена. Бояри вирішили обрати польського княжича Болеслава. Той прийняв православ’я, узявши нове ім’я Юрій.[джерело?]
7 квітня 1340 року у Володимирі галицькі бояри отруїли князя Юрія ІІ, після чого королівство залишилось без монарха. Через те, що він був родичем як Казимира Великого, так і литовських князівств через Тройдена I Черського та великого князя Литовського Гедиміна, обидві сторони претендували на вакантний престол князівства.
Поляки посилалися на кровні зв'язки між мазовецькими та куявськими П'ястами та на обіцянку, дану Юрієм II Болеславом на з'їзді у Вишеграді в 1338 або 1339 році, передати престол Казимиру Великому у разі його смерті без спадкоємців.
Найбільшими правами на державу володіли брати вбитого – мазовецькі князі: Земовит III та Казимир I. Однак, за угодою з Казимиром Великим, вони відмовилися від своїх прав на спадщину в обмін на грошову компенсацію. Так само Казимир усунув інших претендентів - синів Анастасії Львівної Владислава та Болеслава.
Казимир виводив своє право династичними зв'язками з династією Романовичів. Казимир був сином Гедвіги Каліської та онуком Блаженної Іоланти, рідної сестри Королеви Русі Констанції. Казимир також був небожем Євфимії (тобто його рідна тітка була Королевою Русі) та кузеном Юрія ІІ. А король Русі Юрій І приходився Казимиру не лише «дядьком через шлюб рідної тітки», а й двоюрідним дідом. 
Претензії литовців виникли через шлюб сина Гедиміна, литовського князя Любарта, з дочкою володимирського князя Андрія Юрійовича. Литовські претенденти з династії Гедиміновичів апелювали до своїх родинних зв'язків із цієї династією.
Угорці приєдналися до суперечки, спочатку підтримуючи поляків і сподіваючись захопити польський престол за відсутності спадкоємця чоловічої статі у Казимира Великого.
Таким чином, головними борцями за владу в землях Романовичів були король Казимир та литовський князь Любарт Гедимінович. Можливо, збройної суперечки за Галицько-Волинське князівство не було б, якби не смерть у 1339 році королеви Альдони Анни – дружини Казимира Великого та доньки Гедиміна, який був єдиним зв'язком між Польщею та Литвою. Конфлікт, ймовірно, загострився смертю Гедиміна в 1341 році, який підтримував добрі стосунки з Польщею.

## Перший етап війни (1340—1348)

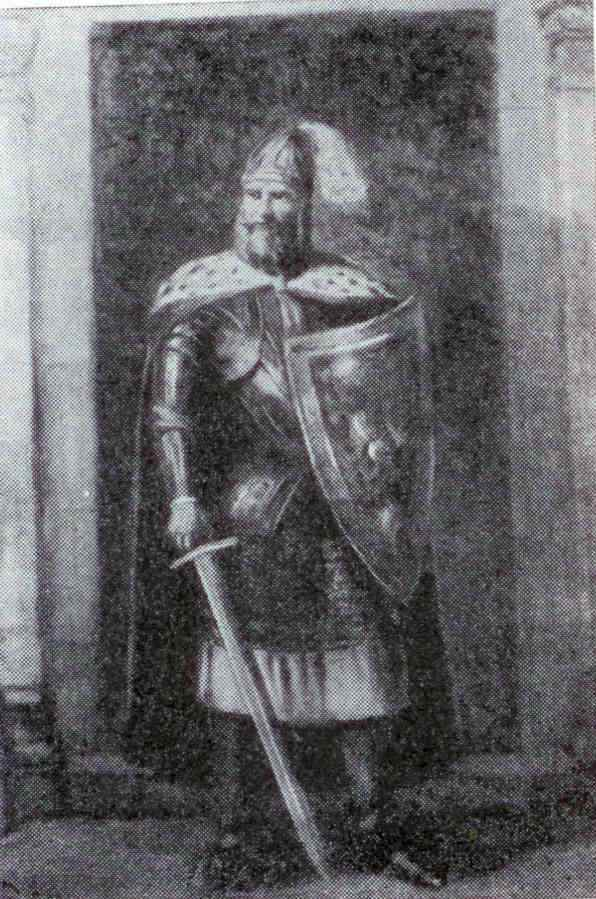
Дмитро Дедько

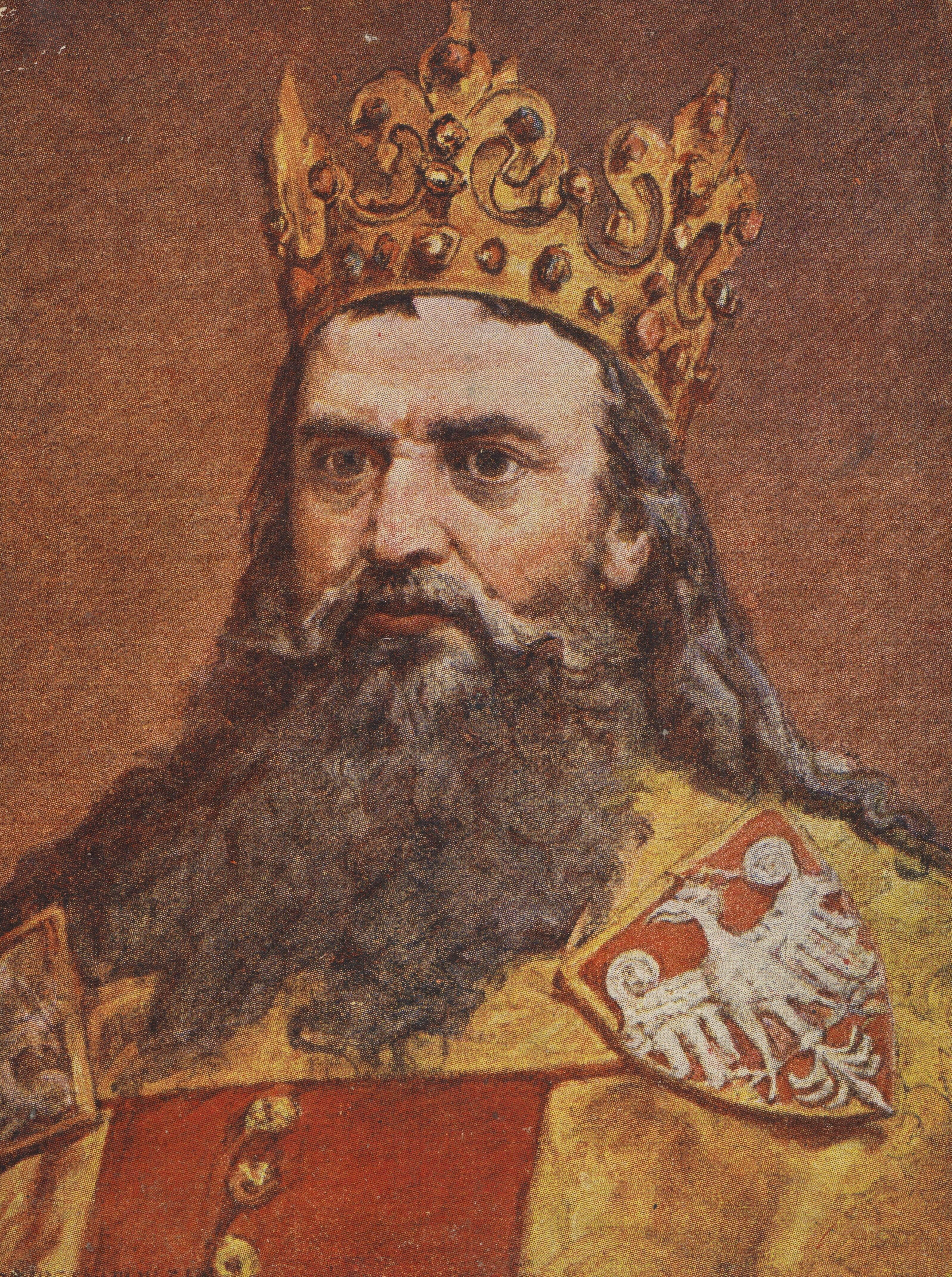
Казимир III

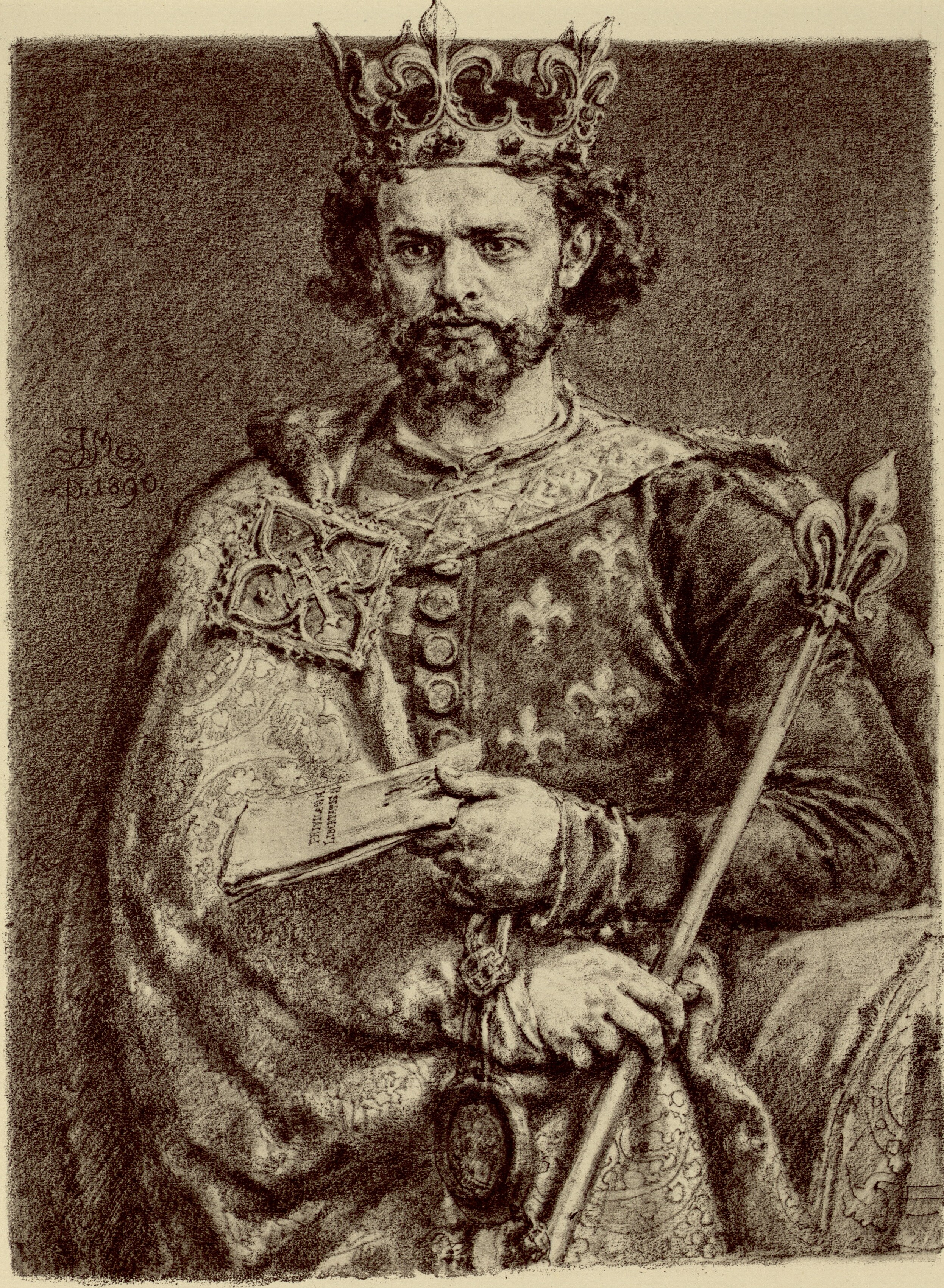
Людвік I Великий

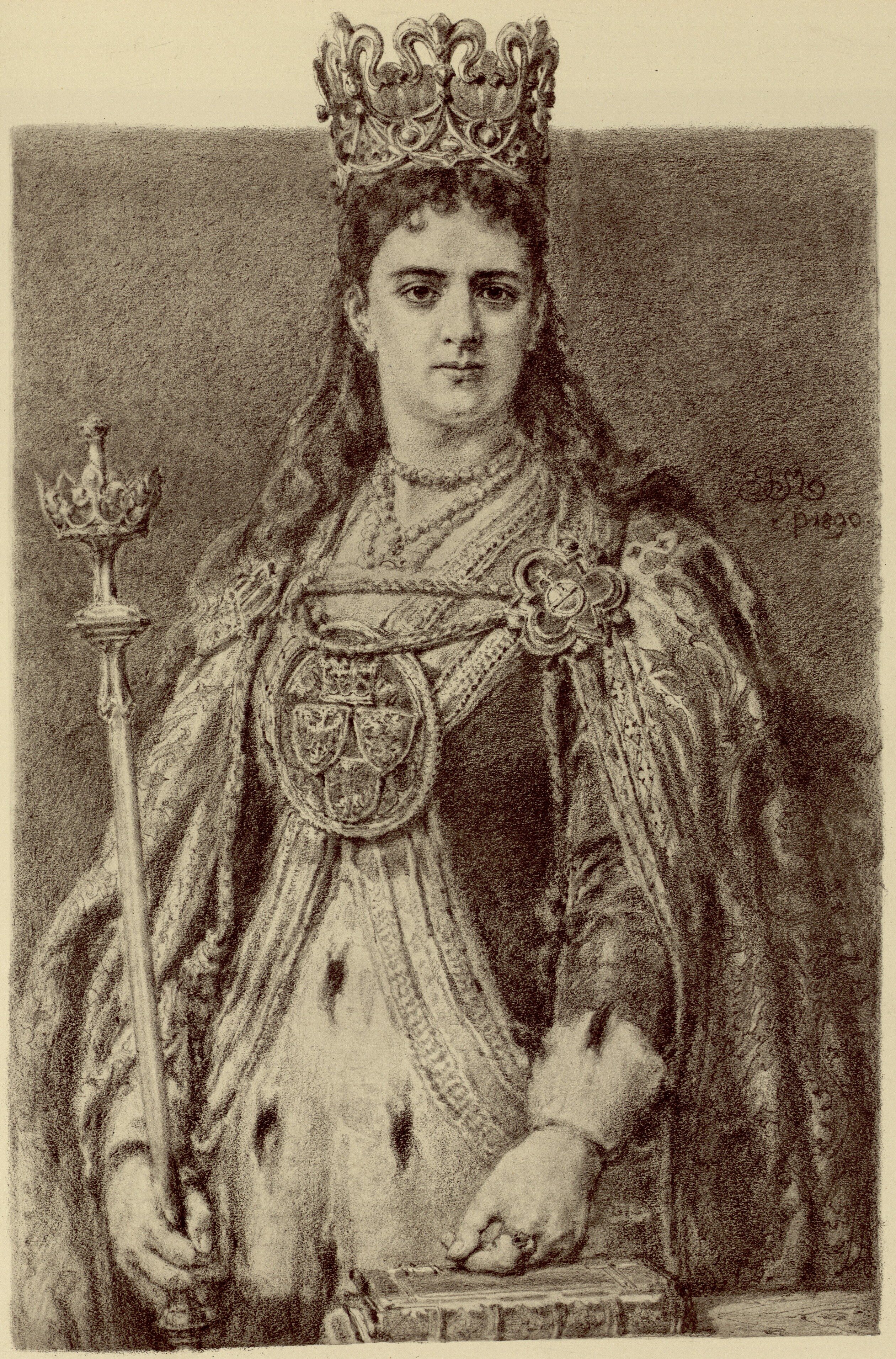
Ядвіга I

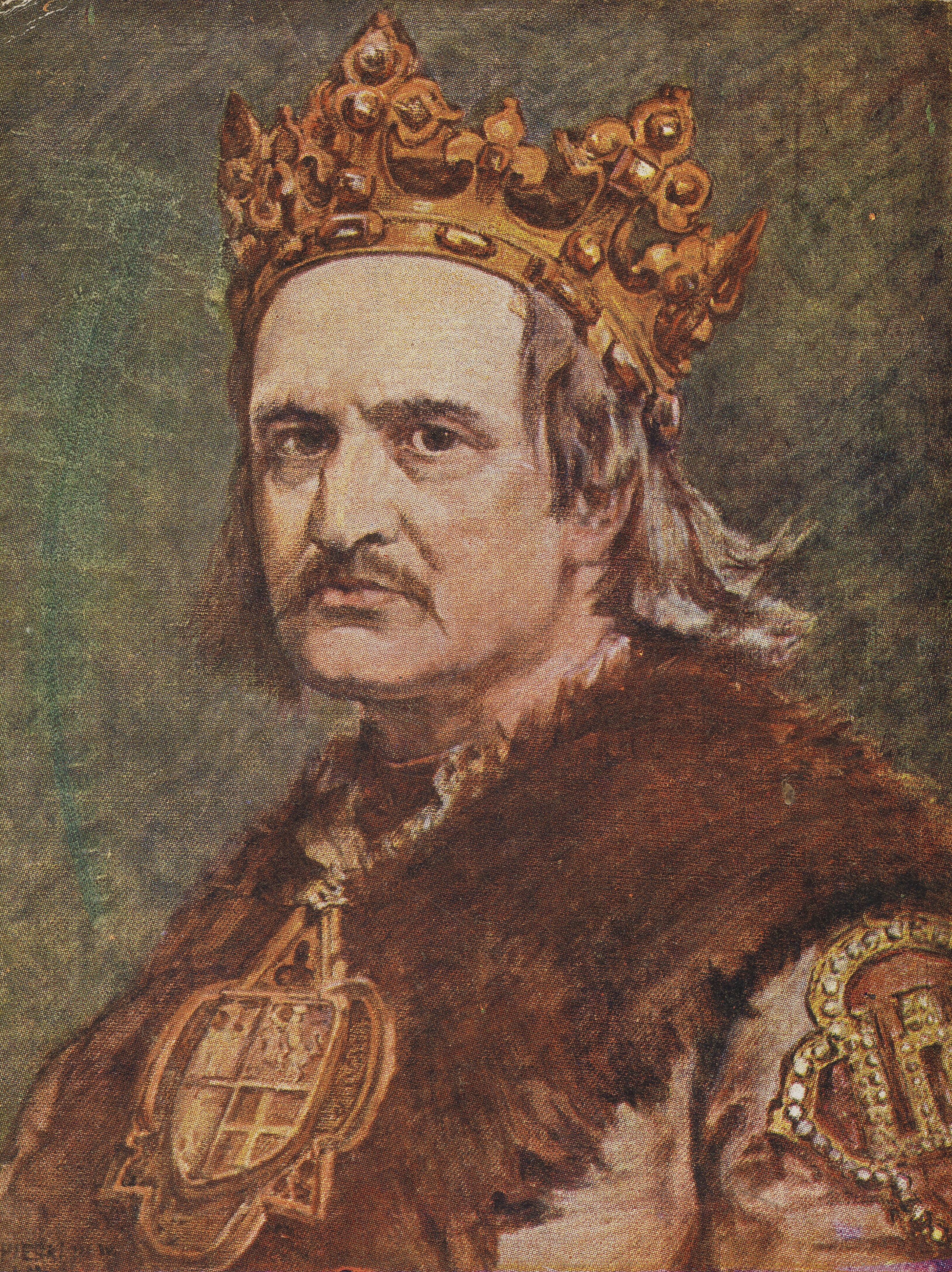
Владислав ІІ Ягайло

У 1340 році після смерті князя Юрія ІІ бояри Руського королівства закликали на князювання литовського князя Любарта Гедиміновича, який по прибуттю на Волинь хрестився під іменем Дмитро, та став новим князем. Любарт фактично правив на Волині, а на Галичині поставив місцевого боярина Дмитра Дедька. Претендент на трон Русі, польський король Казимир, зайняв Львів, проте закріпитися у галицьких землях надовго не зміг — «собрався й пойде на Русь: вопервыхъ прійде, мѣсяца априля, подъ Лвовъ и обляже єго»[джерело?]. Він обмежився формальним визнанням від Дедька своїх прав на спадщину Русі і повернувся додому, таким чином Дмитро Дедько з 1340 року визнавав своїми сюзеренами двох монархів водночас.
Водночас угорське військо на чолі із палатином Вілмошом Другетом рушило на Галичину, оскільки його сюзерен Карл I Роберт, ще оголосив себе королем Галичини і Володимирії. Угорці до 7 травня 1340 року захопили Тустань, Галич і Теребовлю.
1341 року галицький староста уклав союз із ординцями і литовцями, визнав сюзеренітет Гедиміновичів і здійснив, за підтримки татар, разом з князем Данилом Острозьким, похід на Казимира, який завершився битвою на річці Вісла у якій жодній з сторін не вдалось здобути перемоги.
У грудні 1343 року папа Климент VI надав Казимиру право два роки збирати десяту частину всіх церковних доходів із Гнезненської, Краківської, Познанської, Куявської, Плоцької, Любуської та Камінської єпархій «для приборкання татар, русинів і литовців», а також закликав лицарів та духовенство приєднатись до цієї боротьби. В цьому ж році Казимир досяг миру із Тевтонським орденом, уступивши йому Хелмінську та Михайлівську землі та відмовившись від прав на Помор'я, що дало йому змогу зосередити всю увагу на боротьбі за Галичину та Волинь.
У 1343 році Казимир підписав мирний договір з Любартом-Дмитром і Кейстутом Гедиміновичами, за яким Казимир визнавав владу династії Гедиміновичів у Галичині за винятком двох вищезгаданих[яких?] земель, за що Гедиміновичі обіцяли Казимиру допомогти у нападі на Ратиборське князівство у 1345 році.

## Другий етап війни (1349—1366)

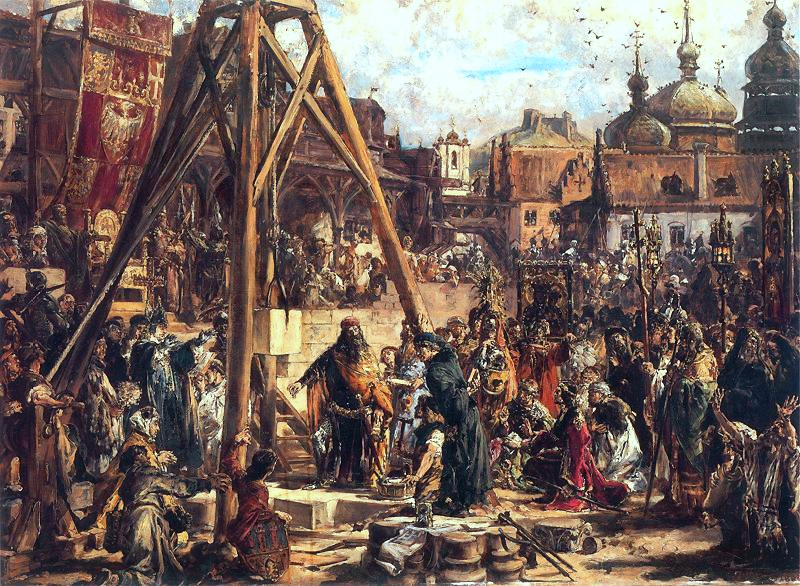
Повторне взяття Казимиром Королівства Русі в 1366 році

Проте Казимир не збирався полишати планів завоювання Русі. Забезпечивши свої тили у 1348 році шляхом укладання договорів з чехами, тевтонцями і ординцями, а також вибравши сприятливий момент після поразки Гедиміновичів у битві з хрестоносцями над Стревою, Казимир розпочав новий похід на Русь.
Кампанія 1349 року стала для Казимира досить успішною — він захопив майже всю територію Королівства Русі, окрім східної Волині з Луцьком та Поділлям. Проте у 1350 році Гедиміновичі повернули собі всю Волинську землю і захопили низку міст у Галичині.
У 1352 році Казимир здійснив новий похід, який закінчився підписанням мирного договору 24 червня 1355 року. За ним Казимир отримував галицьку, перемишльську і сяноцьку землі, а Гедиміновичі — володимирську, луцьку, белзьку, холмську і берестейську землі. Волинське місто Кременець залишалося у спільному володінні обох монархів. Оскільки цей мир зберігав статус-кво 1350 року, що не задовольняло Гедиміновичів, він протривав до 1366 року.
У 1366 році Казимир вкотре порушив підписані ним угоди і провів добре підготовлену кампанію з метою підкорити Волинь. Він здобув Холм, Белз, Володимир і Луцьк, змусивши підписати Гедиміновичів новий мирний договір. За ним Любарт, отримував лише Луцьку землю та частку Володимирської землі. Казимир забирав собі холмську і белзьку землі, частину володимирської землі, а також райони південної Волині з містами Крем'янцем, Перемилем і Олеськом. У Белзькій і Холмській землі Казимир поставив своїм васалом Юрія Наримунтовича, а в Володимирі-Волинському і Ратному — Олександра Коріятовича, внуків Гедиміна.
Необхідно додати, що важливу роль під час війни відіграли стосунки ворогуючих сторін з різними союзниками, зокрема татарами, які поперемінно підтримували то одну, то іншу сторону конфлікту.

## Третій етап війни (1370—1392)
Після смерті Казимира у 1370 році, скориставшись міжкоролів'ям у Польщі, Любарт-Дмитро та Кейстут Гедиміновичі розпочали бойові дії проти поляків. На їхню сторону одразу перейшли русько-литовські князі Олександр Коріятович і Юрій Наримунтович, ленники Казимира. Завдяки цьому Гедиміновичі повернули собі втрачені Володимирську, Белзьку і Холмську землі.
1377 року помер Великий князь Литовський і Руський Ольгерд. Між його спадкоємцем Ягайлом та іншими князями почалися конфлікти, через що Любарт-Дмитро залишився сам на сам з потужною угорсько-польською унійною державою короля Людовіка Великого який успадкував Польське королівство після смерті Казимира.
Людвік I Великий, король Угорщини, Польщі, Хорватії, Неаполя, Сицилії та Єрусалиму вдало скористався ситуацією у Великому князівстві Литовському. Він зібрав потужну армію зі своїх земель, організував новий похід і захопив волинські міста Белз, Холм і Городло. Згідно з перемир'ям, Любарт визнав себе васалом Людовіка, завдяки чому закріпив за собою Володимирську і Луцьку землі. Сам же Людовик посадив старшим у Галичині і відвойованих волинських землях Владислава Опольчика, князя опольсько-ратиборського, який титулував себе «Пан та дідич Руської землі», а також карбував власну монету. Старостами на Галичині були призначені переважно угорці та поляки, соратники Владислава. Юрій Наримунтович позбувся свого лена і був переведений до Любачева.
У грудні 1378 року Людовик видав у Вишеграді грамоту, якою постановив взяти від Владислава Опольського «землю нашу Руську з усіма її правами, землями й приналежностями в володіння своє, своїх дітей і святої корони нашої», чим перетворював Галичину на звичайну провінцію Угорського королівства.
Після смерті Людовика І Великого у 1382 році Любарт не зважився на нову війну, але викупив спірні міста — Олесько, Городло, Лопатин, Кременець, Перемиль і Сестрятин — в угорських старост.

### Завершення війни
У 1385 році між Польською короною та Великим князівством Литовським укладено Кревську унію, за якою утворено єдину федерацію шляхом шлюбу польської королеви Ядвіги і литовсько-руського великого князя Ягайла. Це поклало край війнам обох держав за Королівство Русі, однак зробило нагальним питання усунення ставлеників іншої претендентки на трон Русі — Марії Анжуйської (сестри Ядвіги). У 1387 році Ядвіга організувала похід на Королівство Русі, вигнала ставлеників Марії звідти і запанувала на цих землях як повноправна правителька.
У 1386 році Ягайло на підставі того, що Федір Любартович не був сином Євфимії, першої дружини великого князя Любарта-Дмитра і дочки Андрія Юрійовича Галицького, відібрав у нього в 1387 році Луцьк, а у 1393 р. — Володимир. На конфіскованих територіях спочатку призначено намісником Федора Острозького. А на початку 1388 р. Луцький уділ передано Вітовту, який з того часу став титулуватися князем Луцьким та Гродненським.
Волинь — з 1388 до 1392 р. зберігала статус особистої волості Вітовта, який у той час вважався простим удільним князем, а Великим Князем Литовським і Руським залишався Ягайло. Белзьке князівство під владою мазовецьких П'ястів проіснувало до 1462 р.
Остаточно війну за спадщину Королівства Русі припинено з Острівською угодою 1392 року, підписаною Ягайлом і Вітовтом.

## Наслідки
У результаті майже 50-річних династичних воєн землі Королівства Русі виявилося поділеним між його сусідами — Королівством Польським і Великим князівством Литовським. Перше здобуло собі усю Галичину, західне Поділля та частину волинських земель з містами Белзом і Холмом, а друге — більшу частину Волині з Володимиром і Луцьком. Цей поділ зберігався до підписання Люблінської унії у 1569 році.
Королівство Русі припинило існування як єдиний політичний організм ще у 1340, після смерті останнього Романовича, проте державні утворення на його території існували ще протягом певного часу. У 1434 р. особливий устрій Галицької землі, яка була персональним Руським доменом короля Польщі було скасовано. На її території створено Руське воєводство польської корони. Волинська земля остаточно увійшла в склад Литовсько-Руської держави лише у 1452 р., після смерті Великого князя Руського та останнього Волинського удільного князя — Свидригайла. Але особливий статус Волині зберігався аж до 1566 р., коли на її території утворено Волинське воєводство.